# Stadtbergen

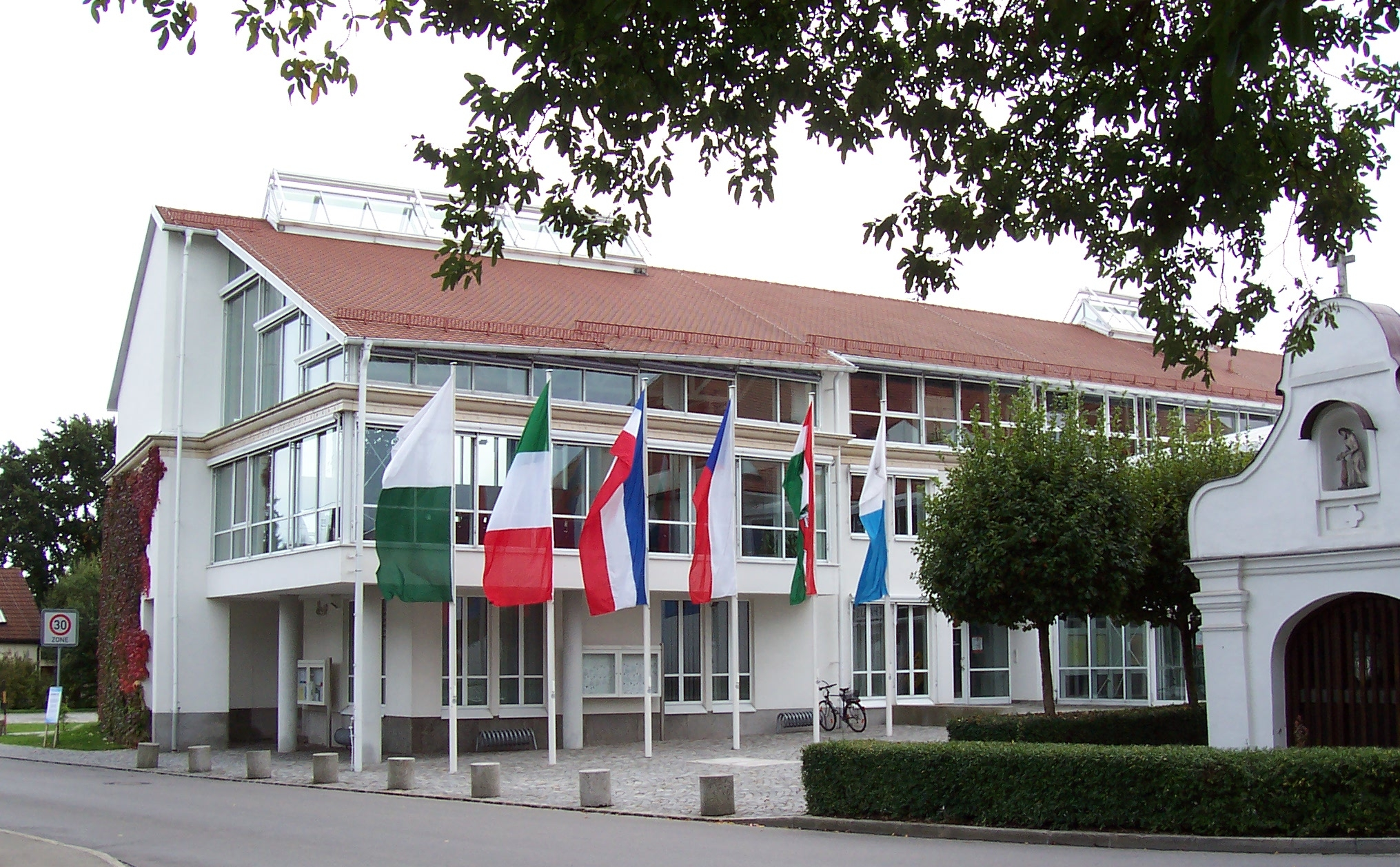
Primăria

Stadtbergen este un oraș din districtul Augsburg, regiunea administrativă Șvabia, landul Bavaria, Germania.